# Jougne
Jougne – miejscowość i gmina we Francji, w regionie Burgundia-Franche-Comté, w departamencie Doubs.
Według danych na rok 1990 gminę zamieszkiwały 1162 osoby, a gęstość zaludnienia wynosiła 40 osób/km² (wśród 1786 gmin Franche-Comté Jougne plasuje się na 142. miejscu pod względem liczby ludności, natomiast pod względem powierzchni na miejscu 38.).